# Seconde bataille de Newtonia
Guerre de Sécession
Batailles
Expédition de Price au Missouri
- Fort Davidson
- 4e Boonville
- Glasgow
- Lexington
- Little Blue River
- 2e Independence
- Byram's Ford
- Westport
- Marais des Cygnes
- Mine Creek
- Marmiton River
- 2e Newtonia

La seconde bataille de Newtonia s'est déroulée le 28 octobre 1864, dans le comté de Newton, au Missouri, dans le cadre de l'expédition du Missouri du major général Sterling Price de la guerre de Sécession.

## Bataille

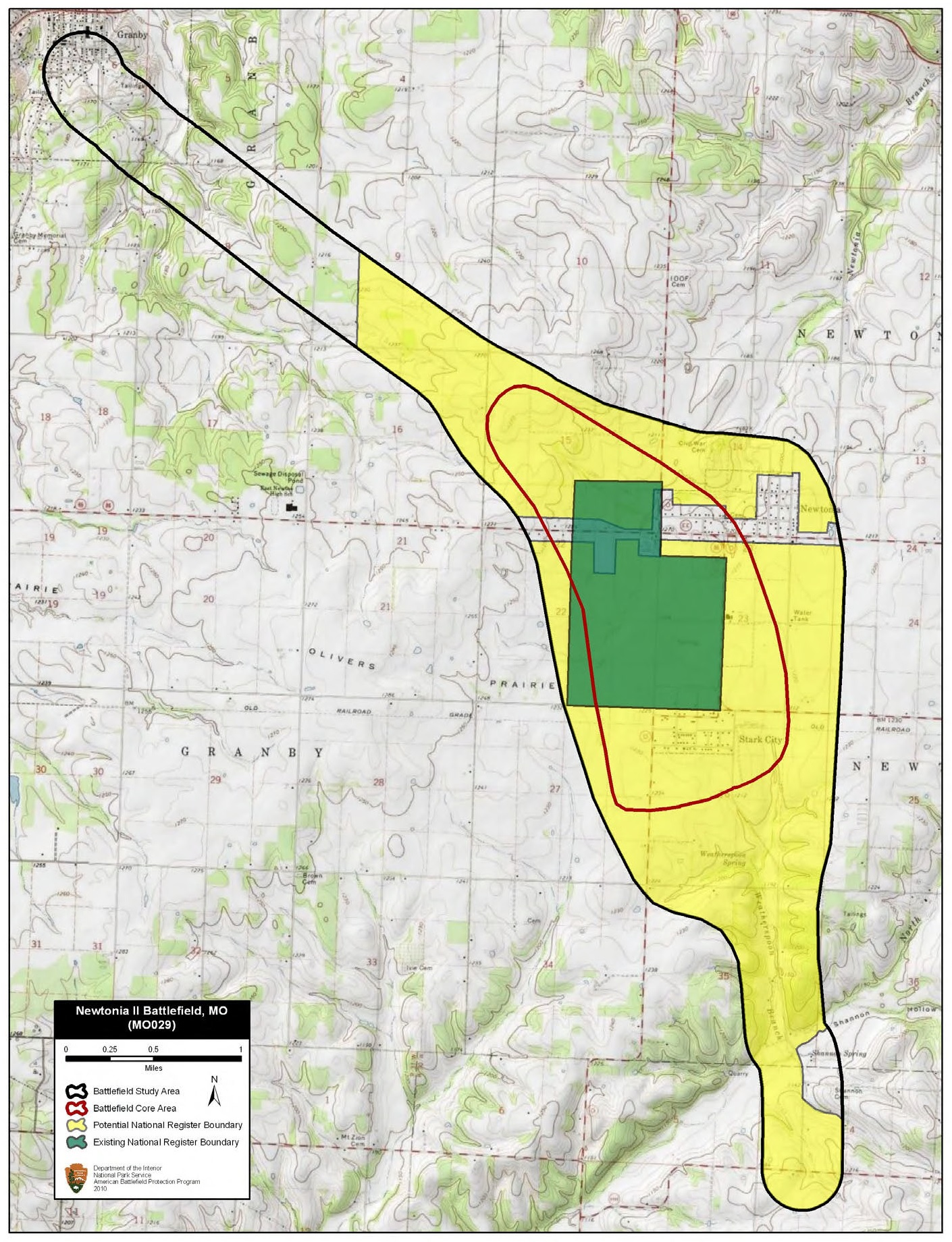
Carte du champ de bataille de Newtonia II et des zones d'étude par le programme de protection des champs de bataille américains.

La force de cavalerie confédérée de Price est en pleine retraite à la suite de son expédition dans le Missouri. Le 28 octobre 1864, il s'arrête pour se reposer à environ 2 milles (3,2 km) au sud de Newtonia, au Missouri. À environ 15 heures, les cavaliers de l'Union du major général James G. Blunt repèrent l'arrière du train d'approvisionnement en train de pénétrer dans les bois au sud de la ville sur la route de Cassville. L'artillerie légère du Colorado de McLain, soutenue par le 15th Kansas Cavalry ouvre le feu sur les rebelles.
Blunt forme le 16th Kansas Cavalry et le 2nd Colorado Cavalry sur deux lignes, et mène personnellement une charge derrière un écran de tirailleurs vers le train d'approvisionnement en fuite. La plupart des tirailleurs rebelles ne sont pas en état (physiquement ou mentalement) de résister, et ils sont bientôt culbutés vers l'arrière. La division d'infanterie montée du brigadier général Joseph O. (Jo) de Shelby, y compris sa « brigade de fer », monte à l'avant, met pied à terre, et engage la force de l'Union. Les hommes de Shelby chevauchent les flancs de la force plus petite de l'Union et la force à retourner dans un grand champ de maïs près du domaine de Matthieu H. Ritchey. Là, le combat fait rage jusqu'à ce que les tirs de canons fédéraux et des renforts sous les ordres du brigadier général John B. Sanborn causent finalement la retraite des confédérés à la tombée de la nuit. Cependant, Shelby a accompli sa mission de retenir les poursuivants de l'Union. Le lendemain matin, Price a retraité par les prairies désolées vers le territoire Indien.
Malgré la durée et la férocité de la bataille, les blessés sont plutôt peu nombreux (400 pour les fédéraux contre 250 pour les sudistes).
Aujourd'hui, la plupart du champ de bataille est entre des mains privées. Vingt acres (de 81 000 m2), ainsi que le manoir Ritchay, appartiennent à la société de préservation du champ de bataille de Newtonia.

## Site du la seconde bataille de Newtonia
La seconde bataille de Newtonia est un champ de bataille historique inscrit sur le Registre national des lieux historiques en 2004. Le site se composent du site du champ de bataille comme un ensemble, plus de ce qui a été désigné comme le champ de maïs site, le site de la crête de l'artillerie et le site de la route de Granby:5. Jusqu'en 2017, le Civil War Trust, ses membres et ses partenaires ont acquis et conservé huit acres du champ de bataille de Newtonia.